# Стационе Мандела Скало (Рим)
Стационе Мандела Скало је насеље у Италији у округу Рим, региону Лацио.
Према процени из 2011. у насељу је живело 43 становника. Насеље се налази на надморској висини од 302 м.